# Свазіленд на літніх Олімпійських іграх 1992
Есватіні брав участь у Літніх Олімпійських іграх 1992 року в Барселоні (Іспанія), в четвертий раз за свою історію, але не завоював жодної медалі.